# Голям ракетен кораб
Голям ракетен кораб (съкратено на руски: БРК) е подклас ракетни кораби в съветската военноморска класификация. Заема мястото между ракетния крайцер и малкия ракетен кораб. В страните от НАТО съветските БРК са класифицирани като фрегати.

## История
Съветската военноморска класификация предполага следната линия ударни ракетни кораби: ракетен крайцер – голям ракетен кораб – малък ракетен кораб – ракетен катер. Но морската практика внася в класификацията някои промени. Подкласа големи ракетни кораби не става самостоятелна класификационна единица. Към този подклас обикновено са отнасяни артилерийските есминци и големите противолодъчни кораби, които след модернизация получават на въоръжение и противокорабни ракети. Единственият тип кораби на този подклас, който изначално е проектиран като ударен ракетен кораб, са корабите от проекта 57-бис. С появата, в началото на 1980-те години, във ВМС на СССР на есминците от проекта 956 подкласът БРК губи своята актуалност и на негово място в линията на ударните ракетни кораби, между ракетните крайцери и малките ракетни кораби, заемат място есминците от 1-ви ранг. Последния подклас също не получава развитие, тъй като освен есминците на проекта 956 към него може да се отнесе единствения кораб от проекта 1155.1, формално класифицируем като БПК.
В настоящо време (към май 2015 г.) няма кораби от този подклас във ВМС на Русия.

## Представители
- Ескадрени миноносци проект 56, модернизирани по проекти 56-ЕМ, 56-М, 56-У (от 19 май 1966 г.);
- Големи ракетни кораби проект 57-бис;
- Големи противолодъчни кораби проект 61, модернизирани по проекта 61-МП (от 28 юнн 1977 г. до 1 октомври 1980 г.);